# Jurij Trutniew (fizyk)
Jurij Aleksiejewicz Trutniew (ros. Юрий Алексеевич Трутнев, ur. 2 listopada 1927 w Moskwie, zm. 6 sierpnia 2021 tamże) – rosyjski fizyk, specjalista w zakresie broni jądrowej.

## Życiorys
Wkrótce po jego narodzinach, rodzina przeniosła się do Leningradu. Po ataku Niemiec na ZSRR został ewakuowany do Troicka w obwodzie czelabińskim, później do obwodu gorkowskiego (obecnie obwód niżnonowogrodzki), w maju 1944 wrócił do Leningradu, gdzie w 1945 skończył szkołę średnią. Studiował na Wydziale Chemicznym Leningradzkiego Uniwersytetu Państwowego, a w latach 1947–1950 na Wydziale Fizycznym tego uniwersytetu. Od lutego 1951 pracował we Wszechzwiązkowym Naukowo-Badawczym Instytucie Fizyki Eksperymentalnej, podjął pracę w Biurze Konstruktorskim nr 11 w mieście Arzamas-16 (obecnie Sarow), został włączony do prac nad projektem broni termojądrowej. Brał aktywny udział m.in. w konstrukcji car bomby – największej zdetonowanej dotąd lotniczej bomby termojądrowej (1961). W 1963 otrzymał tytuł doktora nauk technicznych, a w 1993 profesora. W 1966 mianowano go zastępcą kierownika naukowego, w 1978 I zastępcą kierownika naukowego i szefem wydziału, a w 1999 ponownie I zastępcą kierownika naukowego Rosyjskiego Federalnego Centrum Atomowego – Wszechrosyjskiego Naukowo-Badawczego Instytutu Fizyki Eksperymentalnej w Sarowie. 26 czerwca 1964 został członkiem korespondentem Akademii Nauk ZSRR, a 7 grudnia 1991 członkiem rzeczywistym RAN. W 1997 otrzymał honorowe obywatelstwo obwodu niżnonowogrodzkiego, a w 2011 miasta Sarow.

## Odznaczenia i nagrody
- Medal Sierp i Młot Bohatera Pracy Socjalistycznej (7 marca 1962)
- Order Lenina (dwukrotnie – 11 września 1956 i 7 marca 1972)
- Order Rewolucji Październikowej (26 kwietnia 1971)
- Order Czerwonego Sztandaru Pracy (dwukrotnie – 17 września 1975 i 2 listopada 1987)
- Order „Za zasługi dla Ojczyzny” II klasy (11 czerwca 2003)
- Order „Za zasługi dla Ojczyzny” III klasy (26 stycznia 1998)
- Order „Za zasługi dla Ojczyzny” IV klasy (6 listopada 2012)
- Nagroda Leninowska (1959)
- Nagroda Państwowa ZSRR (1984)